# 10119 Remarque
A 10119 Remarque (ideiglenes jelöléssel 1992 YC1) a Naprendszer kisbolygóövében található aszteroida. Eric Walter Elst fedezte fel 1992. december 18-án.